# Brian Redman
Brian Redman, britanski dirkač Formule 1, * 9. marec 1937, Colne, Lancashire, Anglija, Združeno kraljestvo.
Brian Thomas Redman, bolj znan kot Brian Redman, je upokojeni britanski dirkač Formule 1. Debitiral je v sezoni 1968 in že na svoji drugi dirki za Veliko nagrado Španije je osvojil tretje mesto, kar je nejgov najboljši rezultat kariere. Po letu premora in sezonah  1969 in  1970 brez točk, je v sezoni 1972 dosegel peti mesti na Velikih nagrad Monaka in Nemčije. V sezonah 1973 in  1974 je skupno nastopil na štirih dirkah in se ni uvrstil višje od sedmega mesta, po koncu sezone 1974 pa se je upokojil kot dirkač Formule 1. Leta 2011 je bil sprejet v Mednarodni motošportni hram slavnih.

## Rezultati Formule 1
(legenda) (odebeljene dirke pomenijo najboljši štartni položaj, poševne pa najhitrejši krog, †-uvrščen kljub odstopu)
| Leto | Moštvo                     | Šasija        | Motor        | 1       | 2     | 3   | 4       | 5      | 6       | 7      | 8       | 9   | 10  | 11  | 12      | 13  | 14  | 15      | Prv | Toč |
| ---- | -------------------------- | ------------- | ------------ | ------- | ----- | --- | ------- | ------ | ------- | ------ | ------- | --- | --- | --- | ------- | --- | --- | ------- | --- | --- |
| 1968 | Cooper Car Company         | Cooper T81B   | Maserati V12 | JAR Ret |       |     |         |        |         |        |         |     |     |     |         |     |     |         | 19. | 4   |
| 1968 | Cooper Car Company         | Cooper T86B   | BRM V12      |         | ŠPA 3 | MON | BEL Ret | NIZ    | FRA     | VB     | NEM     | ITA | KAN | ZDA | MEH     |     |     |         | 19. | 4   |
| 1970 | Rob Walker Racing Team     | Lotus 49C     | Cosworth V8  | JAR DNP | ŠPA   | MON | BEL     | NIZ    | FRA     |        |         |     |     |     |         |     |     |         | -   | 0   |
| 1970 | Frank Williams Racing Cars | de Tomaso 505 | Cosworth V8  |         |       |     |         |        |         | VB DNS | NEM DNQ | AVT | ITA | KAN | ZDA     | MEH |     |         | -   | 0   |
| 1971 | Team Surtees               | Surtees TS7   | Cosworth V8  | JAR 7   | ŠPA   | MON | NIZ     | FRA    | VB      | NEM    | AVT     | ITA | KAN | ZDA |         |     |     |         | -   | 0   |
| 1972 | Yardley Team McLaren       | McLaren M19A  | Cosworth V8  | ARG     | JAR   | ŠPA | MON 5   | BEL    | FRA 9   | VB     | NEM 5   | AVT | ITA | KAN |         |     |     |         | 14. | 4   |
| 1972 | Marlboro BRM               | BRM P180      | BRM V12      |         |       |     |         |        |         |        |         |     |     |     | ZDA Ret |     |     |         | 14. | 4   |
| 1973 | Shadow Racing Team         | Shadow DN1    | Cosworth V8  | ARG     | BRA   | JAR | ŠPA     | BEL    | MON     | ŠVE    | FRA     | VB  | NIZ | NEM | AVT     | ITA | KAN | ZDA DSQ | -   | 0   |
| 1974 | UOP Shadow Racing Team     | Shadow DN3    | Cosworth V8  | ARG     | BRA   | JAR | ŠPA 7   | BEL 18 | MON Ret | ŠVE    | NIZ     | FRA | VB  | NEM | AVT     | ITA | KAN | ZDA     | -   | 0   |